# Payzac, Dordogne
Payzac là một xã của Pháp, nằm ở tỉnh Dordogne trong vùng Aquitaine của Pháp.